# Maia Kobabe
Maia Kobabe (1989) is een Amerikaanse schrijver en tekenaar van stripromans (graphic novels), die vooral bekend werd met diens graphic memoires Gender Queer. Maia Kobabes grafische non-fictie werd onder andere gepubliceerd in The Nib, The Press Democrat en SF Weekly.

## Leven
Maia Kobabe werd geboren in 1989 en Kobabe studeerde af met een master in comics aan het California College of the Arts. Na diens coming out als non-binair begon Maia Kobabe met het tekenen van zwart witte comics over het worstelen met genderidentiteit en postte die op Instagram. Gender Queer was diens debuut-striproman en kwam uit in 2019.

## Gender Queer

### Striproman
Maia Kobabe tekende een deel van Gender Queer oorspronkelijk om diens familie uit te leggen wat het betekende om non-binair en aseksueel te zijn. Maia Kobabe werkte de graphic novel uit, in eerste instantie om te helpen begrijpen wat er omgaat in de gedachten en gevoelens van iemand die non-binair en aseksueel is. In 2019 werden de graphic memoires onder de titel Gender Queer gepubliceerd in de Verenigde Staten. De tekeningen werden ingekleurd door Maia's zus Phoebe Kobabe. De eerste druk bestond uit 5000 exemplaren. Gender Queer is het autobiografische verhaal van Maia Kobabe en vertelt over diens zoektocht naar diens genderidentiteit. Maia Kobabe maakte voor Gender Queer op het oog eenvoudige open tekeningen waarbij de achtergronden meestal één kleur hebben en oningevuld bleven. Diens tekeningen hebben overeenkomsten met de klare lijn stijl.

### Vertalingen
Gender Queer is in meerdere talen vertaald (Tsjechisch, Pools, Italiaans, Frans), en wordt naar verwachting in nog meer talen vertaald (Noors, Duits, Portugees, Japans en Koreaans). Een Nederlandse vertaling van Gender Queer kwam uit in 2023. Vertaler Lies Lavrijsen heeft de gebruikte genderneutrale voornaamwoorden e, em en eir en de titel Gender Queer onvertaald gelaten.

## Overig werk
Tussen 2020 en 2024 tekende en schreef Maia Kobabe samen met Sarah Peitzmeier de informatieve strip Breathe - Journeys to Healthy Binding. Sarah Peitzmeier is universitair docent aan de School of Nursing en de School of Public Health van de Universiteit van Michigan en vroeg Maia Kobabe, nadat een collega-onderzoeker Sarah Peitzmeier had verteld hoe het omzetten van haar research in een stripvorm haar onderzoek toegankelijk maakte, een stripboek te maken over haar onderzoek naar het gebruik van een chest binder. Uit deze data, diens eigen ervaring en uit interviews met mensen die inbinden maakte Maia Kobabe vier verhaallijnen en de quotes voor de strip. In 2024 kwam Breathe - Journeys to Healthy Binding uit.

## Persoonlijk leven
Maia Kobabe geeft de voorkeur aan de door Michael Spivak geintroduceerde voornaamwoorden e, em en eir. Maia Kobabe identificeert zichzelf als non-binair en aseksueel.